# Grand Prix de SAR La Princesse Lalla Meryem
A Grand Prix de SAR La Princesse Lalla Meryem (Morocco Open) egy minden év áprilisában megrendezett női tenisztorna a marokkói Rabatban. Az egyetlen WTA-torna az afrikai kontinensen.
A torna International kategóriájú, összdíjazása 220 000 dollár. Az egyéni főtáblán harminckét játékos szerepel. A mérkőzéseket salakos pályákon játsszák.
Az első versenyt 2001-ben tartották meg Casablancában. 2005-től Rabatba költözött  a diadal, s 2007-ben került Fezbe. 2013–2015 között Marrákes adott helyet a versenynek, jelenlegi helyszíne 2016-tól ismét Rabat. Az első győztes Gubacsi Zsófia volt. 2025-ös győzelmével a címvédő az ausztrál Maya Joint.

## Döntők

### Egyéni
| Év        | Győztes                              | Ellenfél a döntőben                  | Eredmény a döntőben                  |
| --------- | ------------------------------------ | ------------------------------------ | ------------------------------------ |
| 2025      | Maya Joint                           | Jaqueline Cristian                   | 6–3, 6–2                             |
| 2024      | Peyton Stearns                       | Mayar Sherif                         | 6–2, 6–1                             |
| 2023      | Lucia Bronzetti                      | Julia Grabher                        | 6–4, 5–7, 7–5                        |
| 2022      | Martina Trevisan                     | Clair Liu                            | 6–2, 6–1                             |
| 2020-2021 | Elmaradt a koronavírus-járvány miatt | Elmaradt a koronavírus-járvány miatt | Elmaradt a koronavírus-járvány miatt |
| 2019      | María Szákari                        | Konta Johanna                        | 2–6, 6–4, 6–1                        |
| 2018      | Elise Mertens                        | Ajla Tomljanović                     | 6–2, 7–6(4)                          |
| 2017      | Anasztaszija Pavljucsenkova          | Francesca Schiavone                  | 7–5, 7–5                             |
| 2016      | Bacsinszky Tímea                     | Marina Eraković                      | 6–2, 6–1                             |
| 2015      | Elina Szvitolina                     | Babos Tímea                          | 7–5, 7–6(3)                          |
| 2014      | María Teresa Torró Flor              | Romina Oprandi                       | 6–3, 3–6, 6–3                        |
| 2013      | Francesca Schiavone                  | Lourdes Domínguez Lino               | 6–1, 6–3                             |
| 2012      | Kiki Bertens                         | Laura Pous Tió                       | 7–5, 6–0                             |
| 2011      | Alberta Brianti                      | Simona Halep                         | 6–4, 6–3                             |
| 2010      | Iveta Benešová                       | Simona Halep                         | 6–4, 6–2                             |
| 2009      | Anabel Medina Garrigues              | Jekatyerina Makarova                 | 6–0, 6–1                             |
| 2008      | Gisela Dulko                         | Anabel Medina Garrigues              | 7–6(2), 7–6(5)                       |
| 2007      | Milagros Sequera                     | Aleksandra Wozniak                   | 6–1, 6–3                             |
| 2006      | Meghann Shaughnessy                  | Martina Suchá                        | 6–2, 3–6, 6–3                        |
| 2005      | Nuria Llagostera Vives               | Cseng Csie                           | 6–4, 6–2                             |
| 2004      | Émilie Loit                          | Ľudmila Cervanová                    | 6–2, 6–2                             |
| 2003      | Rita Grande                          | Antonella Serra Zanetti              | 6–2, 4–6, 6–1                        |
| 2002      | Patricia Wartusch                    | Klára Koukalová                      | 5–7, 6–3, 6–3                        |
| 2001      | Gubacsi Zsófia                       | Maria Elena Camerin                  | 1–6, 6–3, 7–6(5)                     |

### Páros
| Év        | Győztesek                                       | Ellenfelek a döntőben                            | Eredmény a döntőben                  |
| --------- | ----------------------------------------------- | ------------------------------------------------ | ------------------------------------ |
| 2025      | Maya Joint Okszana Kalasnikova                  | Angelica Moratelli Camilla Rosatello             | 6–3, 7–5                             |
| 2024      | Irina Hromacsova Jana Szizikova                 | Anna Danilina Hszü Ji-fan                        | 6–3, 6–2                             |
| 2023      | Sabrina Santamaria Jana Szizikova               | Ingrid Gamarra Martins Lidzija Marozava          | 3–6, 6–1, [10–8]                     |
| 2022      | Hozumi Eri Ninomija Makoto                      | Monica Niculescu Alekszandra Panova              | 6–7(7), 6–3, [10–8]                  |
| 2020-2021 | Elmaradt a koronavírus-járvány miatt            | Elmaradt a koronavírus-járvány miatt             | Elmaradt a koronavírus-járvány miatt |
| 2019      | María José Martínez Sánchez Sara Sorribes Tormo | Georgina García Pérez Okszana Kalasnikova        | 7–5, 6–1                             |
| 2018      | Anna Blinkova Raluca Olaru                      | Stollár Fanny Georgina García Pérez              | 6–4, 6–4                             |
| 2017      | Babos Tímea Andrea Hlaváčková                   | Nina Stojanović Maryna Zanevska                  | 2-6, 6-3, [10-5]                     |
| 2016      | Xenia Knoll Aleksandra Krunić                   | Tatjana Maria Raluca Olaru                       | 6–3, 6–0                             |
| 2015      | Babos Tímea Kristina Mladenovic                 | Laura Siegemund Maryna Zanevska                  | 6–1, 7–6(5)                          |
| 2014      | Garbiñe Muguruza Romina Oprandi                 | Katarzyna Piter Maryna Zanevska                  | 4–6, 6–2, [11–9]                     |
| 2013      | Babos Tímea Mandy Minella                       | Petra Martić Kristina Mladenovic                 | 6–3, 6–1                             |
| 2012      | Petra Cetkovská Alekszandra Panova              | Irina-Camelia Begu Alexandra Cadanțu             | 3–6, 7–6(5), [11–9]                  |
| 2011      | Andrea Hlaváčková Renata Voráčová               | Nyina Bratcsikova Sandra Klemenschits            | 6–3, 6–4                             |
| 2010      | Iveta Benešová Anabel Medina Garrigues          | Lucie Hradecká Renata Voráčová                   | 6–3, 6–1                             |
| 2009      | Alisza Klejbanova Jekatyerina Makarova          | Sorana Cîrstea Marija Kirilenko                  | 6–3, 2–6, [10–8]                     |
| 2008      | Sorana Cîrstea Anasztaszija Pavljucsenkova      | Alisza Klejbanova Jekatyerina Makarova           | 6–2, 6–2                             |
| 2007      | Vania King Szánija Mirza                        | Andreea Ehritt-Vanc Anasztaszija Rogyionova      | 6–1, 6–2                             |
| 2006      | Jen Ce Cseng Csie                               | Ashley Harkleroad Bethanie Mattek                | 6–1, 6–3                             |
| 2005      | Émilie Loit Barbora Strýcová                    | Lourdes Domínguez Lino Nuria Llagostera Vives    | 3–6, 7–6(5), 7–5                     |
| 2004      | Marion Bartoli Émilie Loit                      | Katarina Srebotnik Els Callens                   | 6–4, 6–2                             |
| 2003      | María Emilia Salerni Gisela Dulko               | Olena Tatarkova Henrieta Nagyová                 | 6–3, 6–4                             |
| 2002      | Patricia Wartusch Mandula Petra                 | Gisela Dulko Conchita Martínez Granados          | 6–2, 6–1                             |
| 2001      | Åsa Svensson Lubomira Bacseva                   | María Emilia Salerni María José Martínez Sánchez | 6–3, 6–7(4), 6–1                     |